# Christian Carlassare
Christian Carlassare, M.C.C.I. (Schio, 1 de outubro de 1977) é um sacerdote comboniano italiano, primeiro bispo da Diocese de Bentiu desde 3 de julho de 2024.

## Biografia
Nascido em Schio em 1977, frequentou um curso de orientação no seminário dos Missionários Combonianos do Coração de Jesus de Thiene, completando o noviciado em Venegono Superiore. Em Roma obteve o bacharelado em teologia pela Pontifícia Universidade Gregoriana, em 2003, e o bacharelado em missiologia pela Pontifícia Universidade Urbaniana, em 2004. Em 4 de setembro de 2004 foi ordenado padre em Verona.
Após a ordenação, Carlassare frequentou um curso de inglês e foi para o Sudão do Sul para aprender a língua nuer na paróquia da Santíssima Trindade no condado de Fangak. Depois, foi vigário paroquial, de 2006 a 2007, e pároco da mesma paróquia no estado de Jonglei, de 2007 a 2016.
Na sua Congregação, foi membro do Secretariado de Animação Vocacional e Formação Básica de 2011 a 2019. Em 1 de junho de 2020, foi nomeado, ad triennium, vigário geral da diocese de Malakall pelo bispo dom Stephen Nyodho Ador Majwok.

### Ministério episcopal
Em 8 de março de 2021, papa Francisco o nomeou bispo de Rumbek; sucede a dom Cesare Mazzolari, que faleceu em 2011. No momento da sua eleição, era o bispo católico mais jovem nascido na Itália.
Sua ordenação aconteceria no dia 23 de maio em Rumbek; contudo, na noite de 25 de abril de 2021 – trinta minutos depois da meia-noite – dois homens armados invadiram sua casa, espancaram o prelado e depois atiraram-lhe quatro vezes nas pernas. Ferido, em estado não grave, o missionário foi internado primeiro em Rumbek, posteriormente transferido para o hospital da capital Juba e finalmente para Nairóbi.
Na investigação que se seguiu, seis pessoas foram presas. Duas foram libertas por falta de provas, enquanto das quatro que aguardavam sentença, duas confessaram a culpa e indicaram a um presbítero da Diocese de Rumbek como o instigador do ataque, o qual alegava inocência. Em 26 de abril de 2022, o sacerdote e mais três pessoas foram condenados a sete anos de prisão sem fiança.
Em 25 de março de 2022, recuperada a saúde, Christian Carlessare recebeu a ordenação episcopal na Catedral da Sagrada Família de Rumbek, pelo cardeal Gabriel Zubeir Wako, Arcebispo Emérito de Cartum; os principais co-consagradores foram Stephen Ameyu Martin Mulla, Arcebispo de Juba, Matthew Remijio Adam Gbitiku, Bispo de Wau, Hubertus Matheus Maria van Megen, Núncio Apostólico no Sudão do Sul, e Michael Didi Adgum Mangoria, Arcebispo Metropolitano de Cartum.
Em 3 de julho de 2024, o Papa Francisco nomeou-o primeiro bispo de Bentiu. Foi instalado em 11 de agosto.

## Brasão episcopal
O novo bispo adotou como brasão um escudo africano - que pode ser comparado ao brasão do Quênia - ao qual estão fixadas não as tradicionais duas lanças, mas um bastão pastoral e um bastão de peregrino com uma cabaça. Os símbolos também são distribuídos nas partições tradicionais africanas.

## Obras
- Nuer folktales, proverbs and riddles. Nuer-English, Nairobi, Paulines Publications Africa, 2016. OCLC 972900993
- La capanna di padre Carlo. Comboniano tra i Nuer, Comboniani editore, 2020. OCLC 1352495885